# Championat der Vaterpferde in Nordamerika

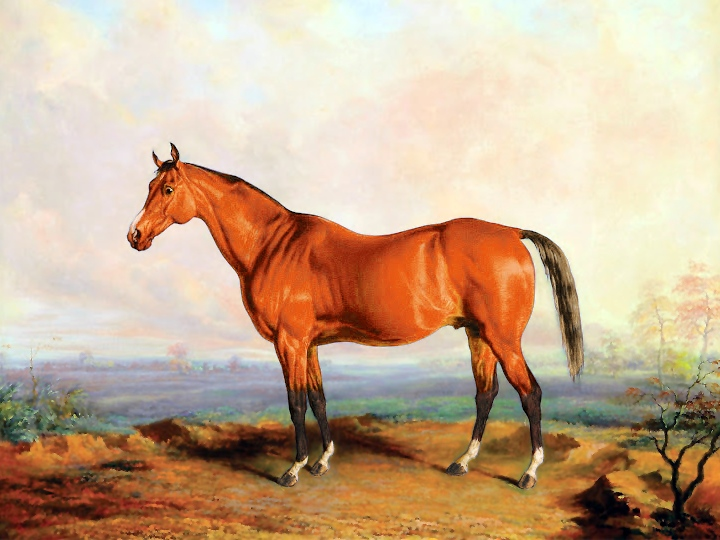
Lexington, 16-facher Champion der Vaterpferde

Das Championat der Vaterpferde in Nordamerika (engl. leading sire) ist eine jährliche Auszeichnung für den erfolgreichsten Rennpferdvater. Für jeden Deckhengst wird die Gewinnsumme seiner Söhne und Töchter im zurückliegenden Jahr ermittelt. Es zählen Preisgelder, welche die Söhne und Töchter in Flachrennen gewonnen haben.
Das Championat ist beschränkt auf Beschäler, die in Nordamerika aufgestellt sind. Es beinhaltet sowohl Gewinne aus Nordamerika, als auch solche, die in Großbritannien, Irland, Frankreich, Italien, Deutschland und den Vereinigten Arabischen Emiraten erzielt wurden.
Seit 2015 enthalten die „Leading Sire Lists“, die von The Blood-Horse veröffentlicht werden, auch Preisgelder aus Hongkong und Japan.
Die Liste führt Lexington an, der 16-mal den Titel als Leading Sire in Nordamerika gewann.

## Leading Sire in Nordamerika
| - 1830 – Sir Charles - 1831 – Sir Charles - 1832 – Sir Charles - 1833 – Sir Charles - 1834 – Monsieur Tonson - 1835 – Bertrand - 1836 – Sir Charles - 1837 – Leviathan - 1838 – Leviathan - 1839 – Leviathan - 1840 – Medoc - 1841 – Medoc - 1842 – Priam - 1843 – Leviathan - 1844 – Priam - 1845 – Priam - 1846 – Priam - 1847 – Glencoe - 1848 – Leviathan/Trustee - 1849 – Glencoe - 1850 – Glencoe - 1851 – Boston - 1852 – Boston - 1853 – Boston - 1854 – Glencoe - 1855 – Glencoe - 1856 – Glencoe - 1857 – Glencoe - 1858 – Albion - 1859 – Revenue - 1860 – Lexington - 1861 – Lexington - 1862 – Lexington - 1863 – Lexington - 1864 – Lexington - 1865 – Lexington - 1866 – Lexington - 1867 – Lexington - 1868 – Lexington - 1869 – Lexington - 1870 – Lexington - 1871 – Lexington - 1872 – Lexington - 1873 – Lexington - 1874 – Lexington - 1875 – Leamington - 1876 – Lexington - 1877 – Leamington - 1878 – Lexington - 1879 – Leamington - 1880 – Bonnie Scotland - 1881 – Leamington - 1882 – Bonnie Scotland - 1883 – Billet - 1884 – Glenelg - 1885 – Virgil - 1886 – Glenelg - 1887 – Glenelg - 1888 – Glenelg - 1889 – Rayon d’Or - 1890 – St. Blaise - 1891 – Longfellow - 1892 – Iroquois - 1893 – Himyar - 1894 – Sir Mordred - 1895 – Hanover - 1896 – Hanover - 1897 – Hanover - 1898 – Hanover - 1899 – Albert - 1900 – Kingston - 1901 – Sir Dixon - 1902 – Hastings - 1903 – Ben Strome - 1904 – Meddler - 1905 – Hamburg - 1906 – Meddler - 1907 – Commando - 1908 – Hastings - 1909 – Ben Brush - 1910 – Kingston - 1911 – Star Shoot - 1912 – Star Shoot - 1913 – Broomstick - 1914 – Broomstick - 1915 – Broomstick - 1916 – Star Shoot - 1917 – Star Shoot - 1918 – Sweep - 1919 – Star Shoot - 1920 – Fair Play - 1921 – Celt - 1922 – McGee - 1923 – The Finn - 1924 – Fair Play - 1925 – Sweep - 1926 – Man o’ War - 1927 – Fair Play - 1928 – High Time - 1929 – Chicle - 1930 – Sir Gallahad III - 1931 – St. Germans - 1932 – Chatterton - 1933 – Sir Gallahad III - 1934 – Sir Gallahad III - 1935 – Chance Play - 1936 – Sickle - 1937 – The Porter - 1938 – Sickle - 1939 – Challenger II - 1940 – Sir Gallahad III - 1941 – Blenheim II - 1942 – Equipoise - 1943 – Bull Dog - 1944 – Chance Play - 1945 – War Admiral - 1946 – Mahmoud - 1947 – Bull Lea - 1948 – Bull Lea - 1949 – Bull Lea - 1950 – Heliopolis - 1951 – Count Fleet - 1952 – Bull Lea - 1953 – Bull Lea - 1954 – Heliopolis - 1955 – Nasrullah - 1956 – Nasrullah - 1957 – Princequillo - 1958 – Princequillo - 1959 – Nasrullah - 1960 – Nasrullah - 1961 – Ambiorix - 1962 – Nasrullah - 1963 – Bold Ruler - 1964 – Bold Ruler - 1965 – Bold Ruler - 1966 – Bold Ruler - 1967 – Bold Ruler - 1968 – Bold Ruler - 1969 – Bold Ruler - 1970 – Hail to Reason - 1971 – Northern Dancer - 1972 – Round Table - 1973 – Bold Ruler - 1974 – T.V. Lark - 1975 – What a Pleasure - 1976 – What a Pleasure - 1977 – Dr. Fager, Northern Dancer - 1978 – Exclusive Native - 1979 – Exclusive Native - 1980 – Raja Baba - 1981 – Nodouble - 1982 – His Majesty - 1983 – Halo - 1984 – Seattle Slew - 1985 – Buckaroo - 1986 – Lyphard - 1987 – Mr. Prospector - 1988 – Mr. Prospector - 1989 – Halo - 1990 – Alydar - 1991 – Danzig - 1992 – Danzig - 1993 – Danzig - 1994 – Broad Brush - 1995 – Palace Music - 1996 – Cozzene - 1997 – Deputy Minister - 1998 – Deputy Minister - 1999 – Storm Cat - 2000 – Storm Cat - 2001 – Thunder Gulch - 2002 – El Prado - 2003 – A.P. Indy - 2004 – Elusive Quality - 2005 – Saint Ballado - 2006 – A.P. Indy - 2007 – Smart Strike - 2008 – Smart Strike - 2009 – Giant’s Causeway - 2010 – Giant’s Causeway - 2011 – Distorted Humor - 2012 – Giant’s Causeway - 2013 – Kitten’s Joy (1) - 2014 – Tapit (1) - 2015 – Tapit (2) - 2016 – Tapit (3) - 2017 – Unbridled's Song - 2018 – Kitten's Joy (2) - 2019 – Into Mischief (1) - 2020 – Into Mischief (2) - 2021 – Into Mischief (3) - 2022 – Into Mischief (4) |

 Vereinigte Staaten
 Kanada